# Halmai Imre (színművész, 1848–1940)
Halmai Imre, Halmay, születési neve és névváltozatai: Vizsalyi, Vizsai, Vizsay, Visai (Pest, 1848. október 29. – Vál, 1940. január 24.) színész, színigazgató.

## Pályafutása
Visai (Visalyi) Mihály csizmadia és Ercsényi Erzsébet fia. 1872 májusától 1876-ig mint kardalnok működött a Nemzeti Színházban. 1876-ban szerezte meg diplomáját a Színművészeti Akadémián. Krecsányi Ignác társulátanak volt a tagja tíz évig, majd maga is igazgató lett: 1888-tól 1908. szeptember 1-jén történt nyugdíjba vonulásáig vezetett társulatokat. Megfordult Miskolcon, Székesfehérváron is, de rendezéssel is foglalkozott. Újvidéken 1885 és 1897 között többször járt, Zomborban az 1889/90. évi idényben, Szabadkán 1894 és 1896 között, Nagybecskereken pedig 1895-ben. Egyaránt megmutatkozott tehetsége drámai, bonviván és intrikus szerepekben is. Harmincéves jubileumát 1904 márciusában ünnepelte Lőcsén a Szókimondó asszonyság című darabban.
Felesége Székely Emma, családi nevén: Rettegi (Técső, 1857 – Budapest, 1940. ápr. 23.) operett- és népszínműénekes volt, 1877. augusztus 21-én kötöttek házasságot Beregszászon. 1937. augusztus 22-én, a váli református templomban ünnepelték egybekelésük hatvanadik évfordulóját.
Cikkei az Ungban (1877. Shakespere «Hamlet»-je, ugyanez az Egerben is), a Borsodban (1877. Hamlet és Ophelia)
A Székely György-féle 1994-es Magyar színházművészeti lexikon tévesen írja, hogy szerepelt volna a Székelyvér (1922) és Leánybecsület (1923) c. korai magyar filmekben, azokban Halmai Vilmos fia, az 1913-ban született Halmai Imre alakítása látható.

## Fontosabb színházi szerepei
- Jávorka Ádám (Herczeg Ferenc: Ocskay brigadéros)
- Orpheus (Offenbach: Orpheus a pokolban)
- Dreissiger (Hauptmann: Takácsok)

## Könyve
- Tanulmányok az eredeti és külföldi drámairodalom néhány jelesebb termékéről (1876)

## Működési adatai
1877: Miskolc; 1877–79: Szabadka; 1879: Kolozsvár; 1880: Szeged; 1881–85: Debrecen; 1882: Kolozsvár; 1885: Arad; 1886–88: Debrecen.
Igazgatóként: 1888: Szatmár; 1889: Zombor; 1890–93: Miskolc; 1893: Kassa; 1894–97: Szabadka; 1897: Szatmár; 1898: Szentes; 1899: Nagykanizsa; 1900–02: Székesfehérvár; 1902: Lőcse; 1903–1905: Igló; 1905: Érsekújvár; 1907: Kunszentmárton.